# Shafik Hout
Shafik Hout, arabisch شفيق الحوت Schafiq al-Hut, DMG Šafīq al-Ḥūt, auch Shafiq al-Hout oder Shafik al-Hut (* 13. Januar 1932 in Jaffa; † 2. August 2009 in Beirut), war Mitbegründer der PLO und ein langjähriges Mitglied der Organisation. Er war ein enger Berater von Jassir Arafat bis zu einem Disput wegen der Osloer Verträge.
Im Jahr 1948 musste er mit seiner Familie in den Libanon fliehen. Er studierte an der Amerikanischen Universität in Beirut. Nach einer kurzen Zeit in Kuwait kehrte er 1958 nach Beirut zurück. Seit 1964 war er Chefredakteur der Zeitschrift al-Hawadeth. Shafik Hout beteiligte sich aktiv an der Gründung der PLO. Von 1964 bis 2004 war er Repräsentant der Organisation im Libanon. Zwischen 1974 und 1993 war er Mitglied der Delegation der PLO bei der Vollversammlung der UNO in New York. Er war Mitglied des palästinensischen Nationalrates und gehörte zeitweise dessen Exekutivkomitee an. Nachdem das Oslo-Abkommen 1993 unterschrieben wurde, trat Al-Hout aus Protest aus dem Exekutivkomitee aus.

## Veröffentlichungen
- The Left and Arab Nationalism. (1959) Kairo. (in Arabisch)
- The Palestinian between Diaspora and State (1977) Beirut.  (in Arabisch)
- Moments of History (1986) Dschidda  (in Arabisch)
- Twenty Years with the PLO: Memoirs (1986) Beirut.  (in Arabisch)
- Gaza-Jericho Agreement First: The Inadmissible Agreement (1994) Beirut.  (in Arabisch)